# Chapelle Saint-Sernin de Bensa
La chapelle Saint-Sernin de Bensa ou chapelle du cimetière de Bensa est une église romane située à Lavelanet, dans le département de l'Ariège, en France.

## Historique
Il s'agit d'une chapelle initiée dès l'époque carolingienne au IXe siècle, puis agrandie au XIe siècle.
Elle fait l'objet d'une inscription au titre des monuments historiques par arrêté du 17 avril 1950.

## Localisation
Elle est située au cimetière du quartier de Bensa, qui fut autrefois un village, rue Victor-Hugo à Lavelanet.

## Description
C’est une chapelle à simple nef avec une abside hémisphérique et un clocheton-mur doté de deux ouvertures en arcade. La corniche de l'abside est décorée de modillons ornés de têtes d'animaux sculptés.

## Mobilier
La base Palissy recense deux tableaux inscrits respectivement en 1995 et 2000 : une crucifixion du XVIIIe siècle et un tableau du XXe Notre-Dame des Tisserands avec la Sainte Famille de Mady de La Giraudière.

## Galerie

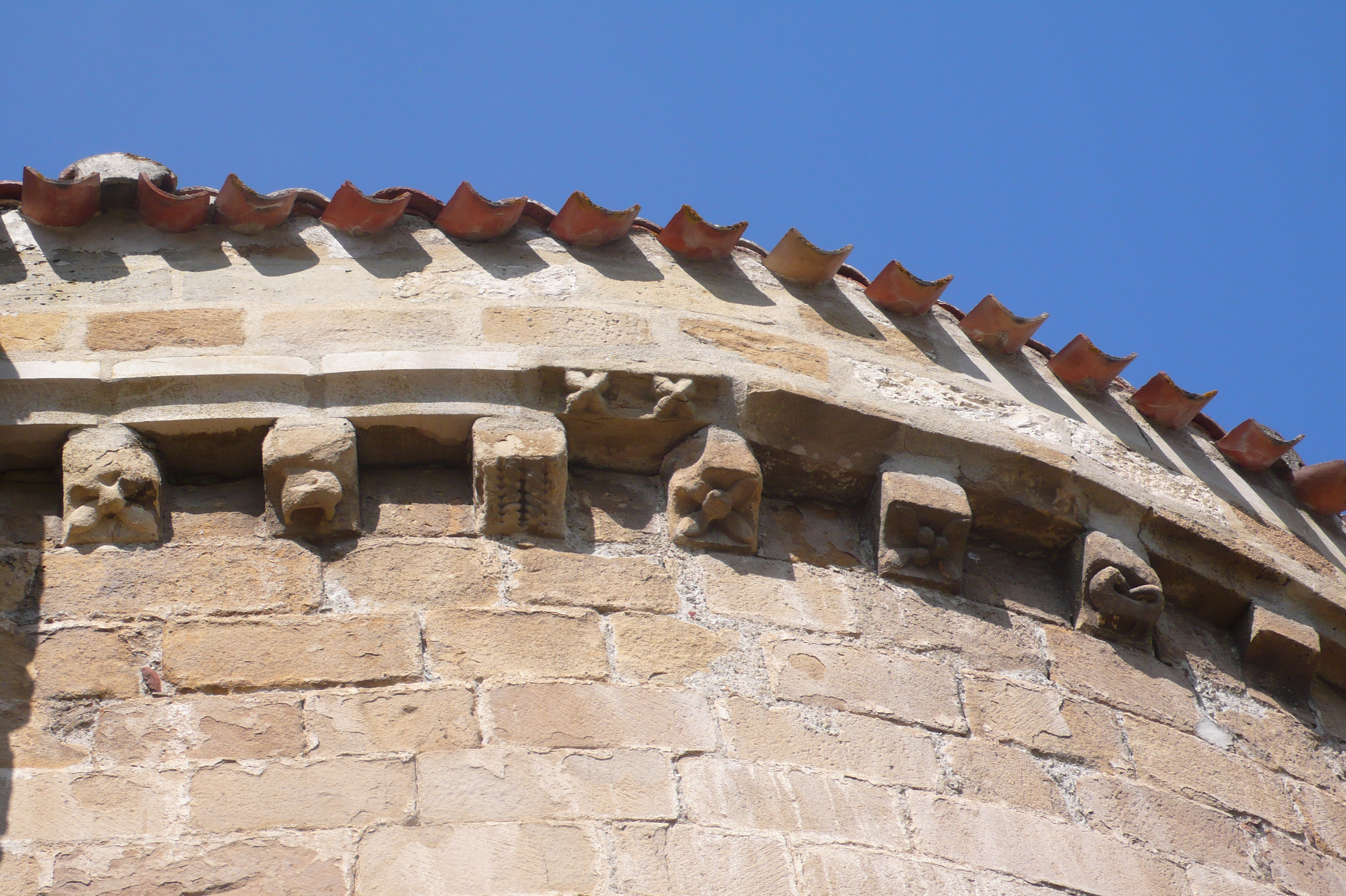
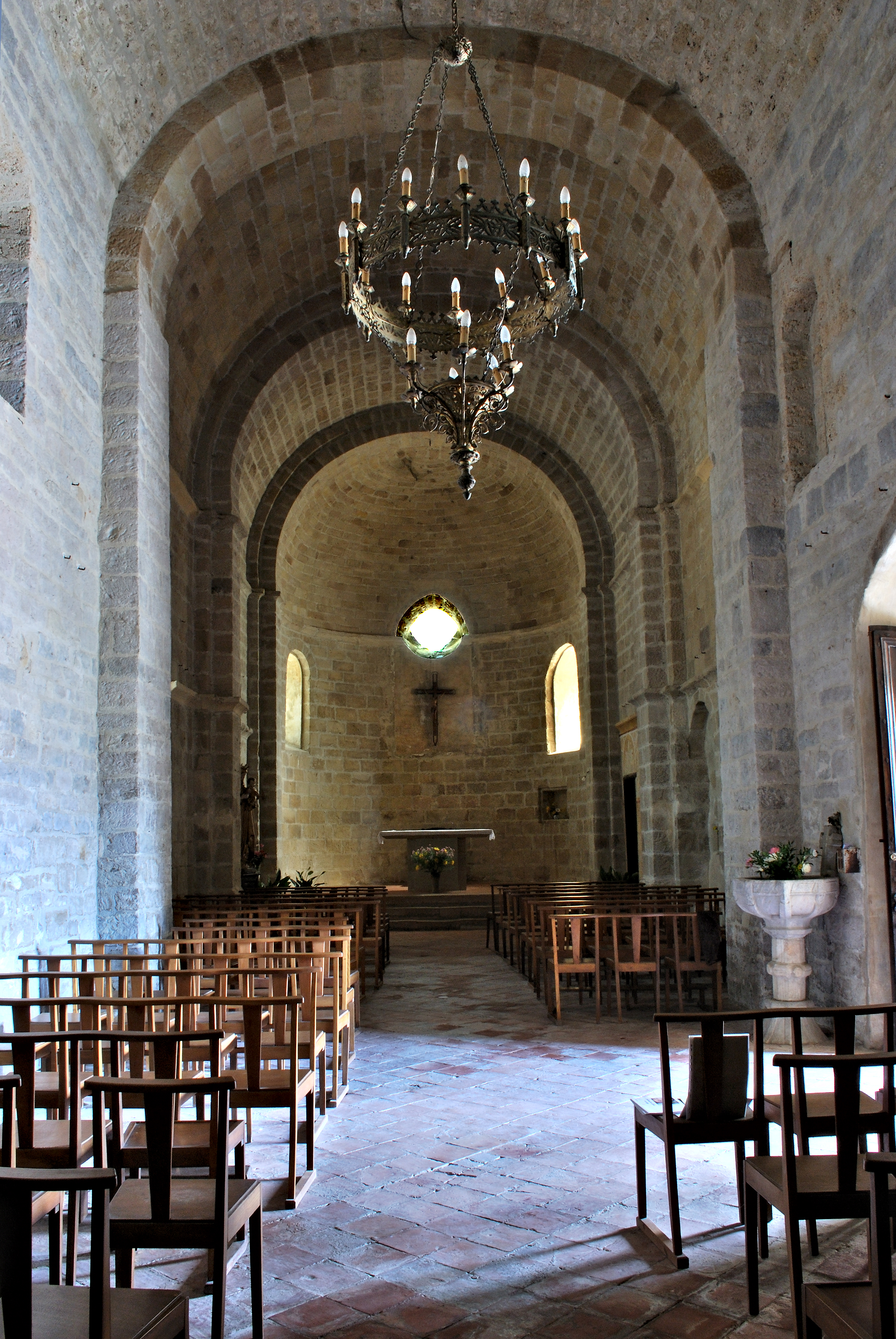
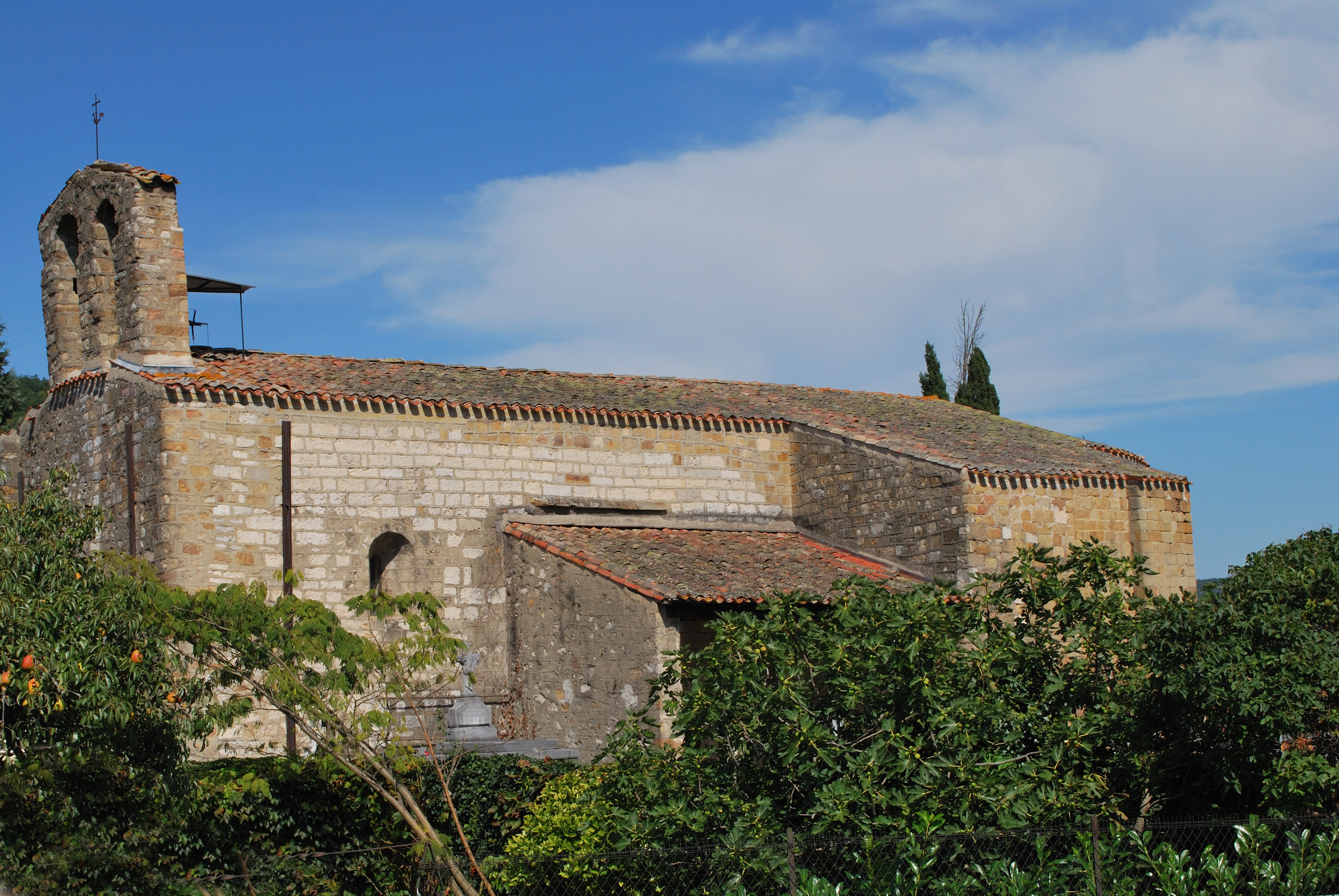